# Ephigênio de Freitas Bahiense
Ephigênio de Freitas Bahiense, conhecido como Geninho (Belo Horizonte, 10 de setembro de 1918 — Rio de Janeiro, 21 de junho de 1980), foi um futebolista brasileiro que atuou entre as décadas de 1940 e 1950.

## Carreira
Geninho fez carreira no Botafogo, onde fez 422 jogos com a camisa do clube (o oitavo a mais atuar na história do alvinegro carioca). O jogador fez também 115 gols pelo Botafogo. Atuou no clube entre 1940 e 1954, sendo campeão Carioca de 1948. Ficou popular por ter se alistado para combater na Segunda Guerra Mundial.
Como técnico, foi campeão brasileiro defendendo o Bahia, pela Taça Brasil de 1959.

## Títulos

### Como jogador
Botafogo
- Torneio Início: 1947
- Campeonato Carioca: 1948

### Como treinador
Bahia
- Campeonato Brasileiro: 1959

Botafogo
- Torneio Rio-São Paulo: 1964